# Orsinome trappensis
Orsinome trappensis är en spindelart som beskrevs av Schenkel 1953. Orsinome trappensis ingår i släktet Orsinome och familjen käkspindlar. Inga underarter finns listade i Catalogue of Life.